# Khmer-rijk

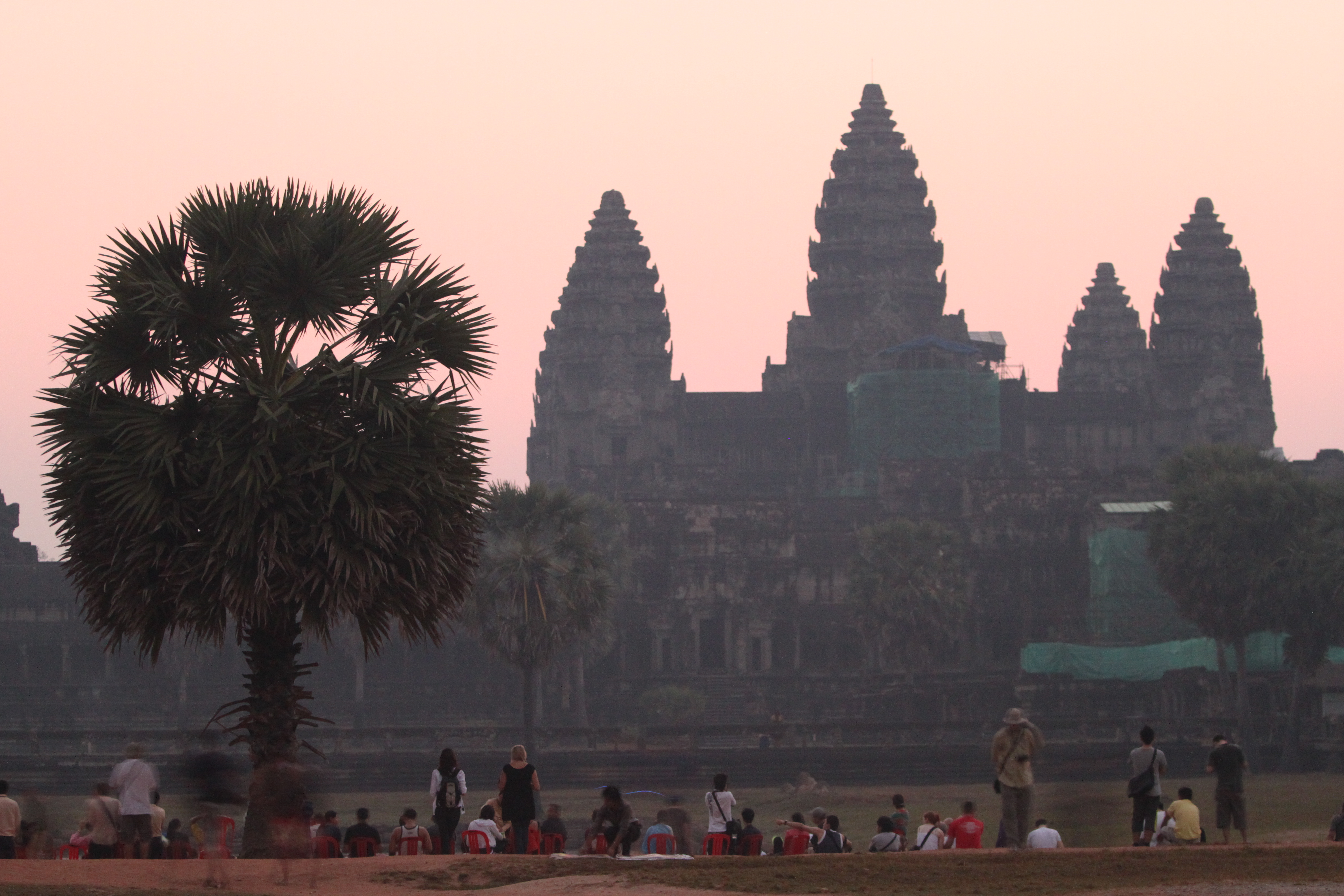
Angkor Wat, de bekendste tempel uit het Khmer-rijk, trekt elk jaar duizenden toeristen.

Het Khmer-rijk of Angkor-rijk, in inscripties uit die tijd Kambuja of Kambujadesha (land van de Kambuja's) genoemd, was tussen de negende en 15e eeuw een beschaving op het vasteland van Zuidoost-Azië, met als machtscentrum het westen van het huidige Cambodja. Tot de 13e eeuw was Angkor het machtigste en welvarendste rijk in Zuidoost-Azië, waarvan de techniek, kunst en architectuur ongeëvenaard waren. Het Khmer-rijk heerste in bepaalde perioden over grote delen van de hedendaagse staten Cambodja, Laos, Thailand en Vietnam en ontving schattingen uit gebieden in hedendaags Maleisië en Burma (Myanmar). De Khmers bouwden in deze periode waterreservoirs, kanalen, steden en tempels met afmetingen die ook tegenwoordig nog ontzag wekken. De bekendste monumenten uit de tijd zijn Angkor Wat en andere tempels van de hoofdstad Angkor. De cultuur en religie in het Khmer-rijk waren een mengeling van het uit India overgekomen hindoeïsme en boeddhisme, met de oorspronkelijke Zuidoost-Aziatische religies, waarin voorouderverering een belangrijke rol speelde.

## Naamgeving
Angkor is een woord in het Khmer dat afgeleid is van het Sanskriet woord nagara (letterlijk: heilige stad). In het Thai komt dit woord voor als nakhon en in het Cham als nagar.
In de Westerse onderzoekstraditie staat de naam Angkor onder andere voor het oude Khmer-rijk, of voor de hoofdstad van dit rijk. De hoofdstad van het Khmer-rijk werd nogal eens verplaatst. Ook voorafgaand aan het Khmer-rijk werd de naam Angkor gebruikt om plaatsen aan te duiden, zoals bijvoorbeeld Angkor Borei.

## Achtergrond

### De 'ontdekking' van Angkor

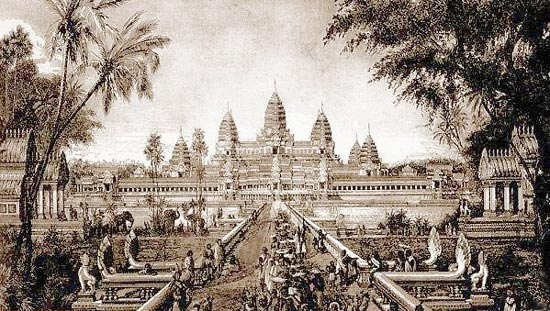
Afbeelding van Angkor Wat door de Franse tekenaar Louis Delaporte, gepubliceerd in 1880.

Hoewel de ruïnes van Angkor eeuwenlang door jungle overgroeid waren, was de lokale bevolking goed op de hoogte van hun bestaan. Voor sommige tempels, zoals Angkor Wat zelf, is bewijs gevonden dat ze sinds de tijd van Angkor continu in gebruik zijn gebleven. In de loop der eeuwen werden ze door verschillende reizigers bezocht, waaronder een klein aantal westerse ontdekkingsreizigers, onderzoekers en missionarissen. De eerste Europese verslagen zijn Portugese en Spaanse documenten uit de vroege 17e eeuw, waarvan het verslag van Diogo de Couto uit 1614 het meest gedetailleerde is. De Couto heeft Angkor niet zelf gezien maar baseerde zich waarschijnlijk op de missionaris Antonio da Magdalena, die Angkor tussen 1585 en 1588 bezocht. De Portugese en Spaanse verslagen beschrijven hoe 15 jaar eerder (rond 1570) de Cambodjaanse koning Ang Chan tijdens een jachtpartij op ruïnes in de jungle stuitte en de begroeiing liet verwijderen. Verder zitten de verslagen vol speculaties. Zo dacht men dat Angkor door Alexander de Grote was gebouwd; ook sprak men de hoop uit dat Angkor opnieuw bevolkt zou worden, om vervolgens als centrum van de verspreiding van het christendom over Azië te kunnen dienen. In de jaren 1630 tekende de Japanse bezoeker Kenryo Shimano de oudst bekende plattegrond van Angkor Wat. Onder de vroege Europese verslagen zijn die van de Nederlandse reizigers Gerard van Wusthoff (1641) en Hendrick Indijck (1656), en de Franse missionaris Pere Chevruel (1672).
De publieke interesse in het westen werd echter pas gewekt door de Franse ontdekkingsreiziger en natuurvorser Henri Mouhot, die tussen 1858 en 1861 door Indochina reisde. Hoewel Mouhot in 1861 aan een tropische ziekte overleed, werden zijn verslagen en schetsen een paar jaar later in het Frans en Engels gepubliceerd. In 1864 was Cambodja een Frans protectoraat geworden. Hoewel Angkor zelf destijds nog in Thais gebied lag, besloten de Fransen de ruïnes nauwkeuriger te onderzoeken. Een expeditie onder leiding van marine-officier Ernest Doudart de Lagrée bezocht in 1866 diverse tempels en ruïnes uit de Angkor-periode. Het uitgebreide verslag van de expeditie werd door tekenaar Louis Delaporte van kleurrijke tekeningen voorzien. Toevallig bracht de Schotse fotograaf John Thomson tegelijkertijd een bezoek aan Angkor; hij ontmoette de Fransen ter plekke. Dit alles wekte verdere belangstelling in Europa. Op de Exposition Universelle van 1878 in Parijs werd het materiaal van de Franse expeditie tentoongesteld.
Naast het grote publiek werd ook de belangstelling van Europese historici gewekt. De Nederlander Hendrik Kern wist in 1879 enkele Khmer-inscripties te ontcijferen. Ondanks dit en verder onderzoek was het pas in 1898 dat de École française d'Extrême-Orient werd opgericht, die de studie van de geschiedenis van het Angkor-rijk systematisch ter hand nam.

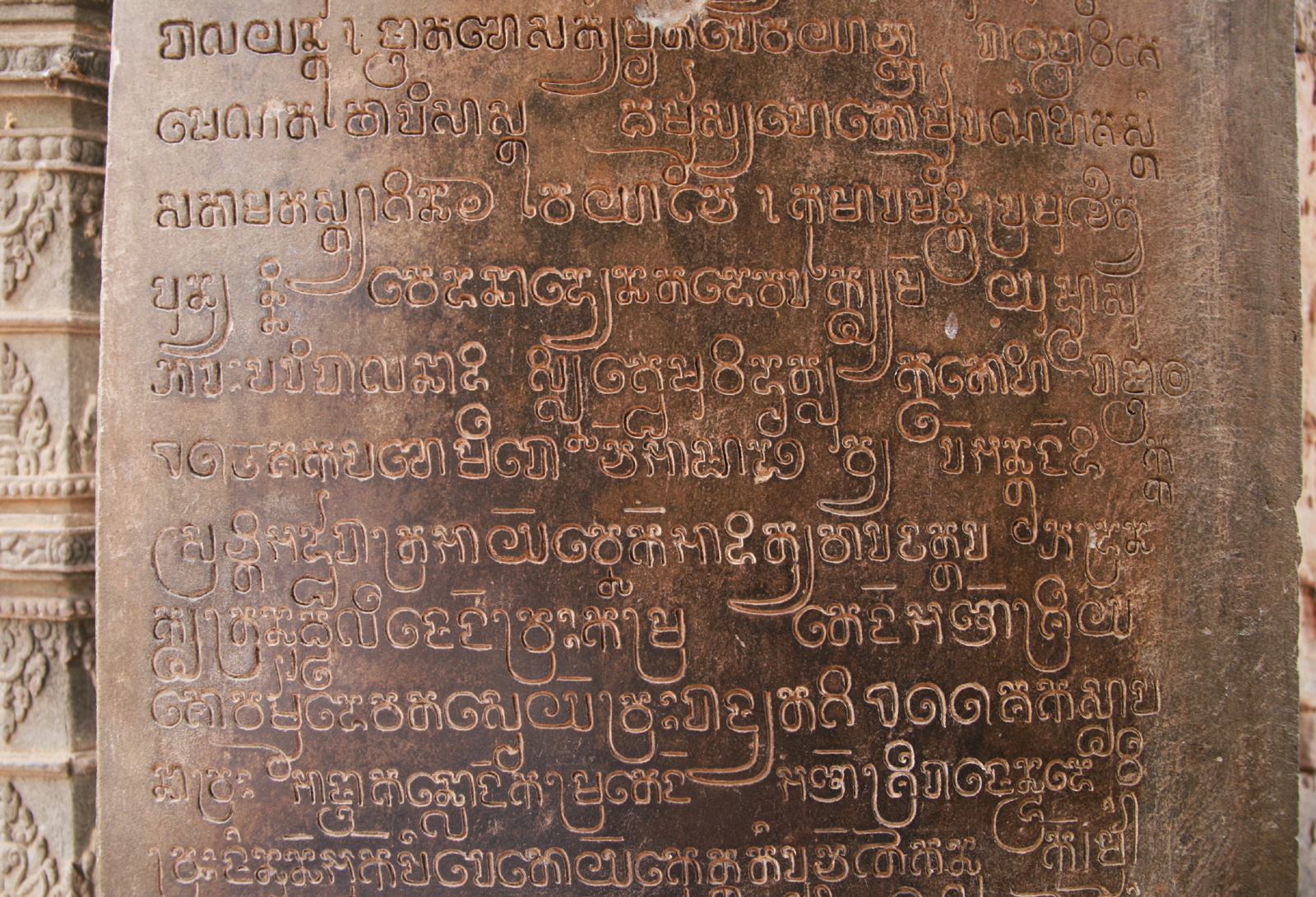
Inscriptie in het portaal van de tempel Lolei in Roluos (laat 9e eeuw). Dit soort inscripties zijn meestal in twee talen: Oud-Khmer en Sanskriet. Het schrift is verwant aan dat van de Pallavadynastie uit het zuiden van India.

### Historische bronnen en onderzoek
De bronnen over het Khmer-rijk geven een incompleet overzicht, zowel vanwege chronologische hiaten als vanwege het feit dat ze voornamelijk over religieuze en politieke zaken handelen. Over het alledaagse leven en de inrichting van de maatschappij is daarom relatief weinig bekend.
De inscripties die de bewoners van het rijk achterlieten zijn ofwel in Sanskriet ofwel in het Khmer. De teksten in het Sanskriet zijn lofzangen op de koning of religieuze zegeningen, die altijd eenzelfde patroon volgen. De inscripties in het Khmer zijn voornamelijk administratief van aard en regelen het bezit van land of slaven. Deze inscripties zijn vaak van een datum voorzien, wat historici als Georges Coedès (1886-1968) in staat stelde een incomplete, maar nauwkeurige chronologie op te stellen. Hoewel van veel heersers van Angkor bekend is wanneer ze heersten en welke wapenfeiten ze verrichtten, is echter onduidelijk hoe de koning zijn macht precies uitoefende. Ook over de bevolking zwijgen deze teksten.
Andere bronnen zijn het beeldhouwwerk in de tempels zelf en opgegraven voorwerpen uit de Angkor-periode. Met name de bas-reliëfs in het Bayon laten expliciet ook scènes uit het dagelijks leven zien, waaruit informatie te halen valt over kleding, levenswijze en voorhanden zijnde technieken. De steles die veldslagen verbeelden geven inzicht in de wapens en strijdwijze van de Khmers.
Het enige ooggetuigenverslag van een buitenstaander dat is bewaard gebleven, is van de Chinese afgezant Zhou Daguan. Deze bezocht Angkor tussen 1296 en 1297, aan het einde van haar bloeitijd. Zhou schreef een gedetailleerde beschrijving van de maatschappij en stad die hij aantrof, waarin het dagelijks leven niet ontbreekt. Maar zijn verslag is zeker niet gedetailleerd genoeg om de raadsels rond de maatschappelijke en bestuurlijke opbouw van het rijk op te lossen.

## Chronologische geschiedenis
De meeste historici plaatsen de Angkor-periode tussen de jaartallen 802 en 1431, maar deze vertegenwoordigen beide geen grote overgangen. Ook voor de negende eeuw waren er in het huidige Cambodja heersers die hun macht over een groter gebied dan hun oorspronkelijke machtsbasis wisten uit te breiden, en de troonsbestijging in 802 van de traditioneel als eerste Angkor-koning beschouwde Jayavarman II bracht nauwelijks politieke of sociaal-maatschappelijke verandering. De meeste in de Angkor-periode gebouwde tempels en gebouwen raakten na de 15e eeuw in onbruik en de bevolking vertrok naar het platteland of steden verder naar het oosten, maar Angkor Wat bleef tot in de 19e eeuw in gebruik. Hoewel de politieke hegemonie van de Khmers over het vasteland van Zuidoost-Azië na de 13e eeuw ten einde was en er onder de bevolking in de daaropvolgende eeuwen maatschappelijke en religieuze veranderingen optraden, is het onmogelijk die veranderingen aan een vast jaartal te verbinden. Desondanks was in de periode tussen deze jaartallen voor de Khmers duidelijk sprake van een politieke, artistieke en economische bloeiperiode, die nadien niet meer geëvenaard is.

### Wat voorafging
De beschaving in het latere Indochina werd in de eerste eeuwen van de christelijke jaartelling sterk beïnvloed door ideeën, kunstvormen en technieken uit India, in een proces dat verindisching of in het Engels Indianization genoemd wordt. Voorbeelden van uit India afkomstige zaken zijn de aanbidding van hindoeïstische goden, de overname van Sanskriet voor officiële doeleinden, de dichtkunst, de Indiase manieren van kleden, het concept van een universeel monarch ("cakravartin"), de leer van het boeddhisme, het idee van een sociale hiërarchie in de samenleving en vele andere zaken. Deze culturele overname vond zonder politieke of militaire druk plaats, mogelijk door toedoen van reizende asceten en handelaren uit India. De overname van de Indiase cultuur was echter incompleet. In de religie bleven bijvoorbeeld sterke elementen van de oorspronkelijke inheemse gebruiken aanwezig, zoals de verering van voorouders ("nak ta") en vruchtbaarheidsgodinnen in de vorm van fallusvormige monolieten. In Zuidoost-Azië bleef de belangrijkste sociale eenheid de kernfamilie (het gezin). Dit in tegenstelling tot India, waar het leven gestructureerd is rond de grootfamilie (de "clan": naast het gezin ook verdere verwanten). Bovendien vond het Indiase kastenstelsel in Zuidoost-Azië geen ingang.
De historische bronnen voor het gebied zijn tot rond de zesde eeuw vrijwel uitsluitend afkomstig uit China. Aan het Chinese hof werd genoteerd welke gebieden schatting aan de keizer overdroegen. Tussen de derde en zesde eeuw werd in deze bronnen een land met de naam Funan genoemd, dat mogelijk rond de Mekongdelta lag. Dit gebied was een belangrijke doorvoerpost in de handel tussen India en China, en de redenen om belasting aan de Chinese keizer te betalen waren mogelijk economisch, niet politiek. In de achtste eeuw vermeldden de Chinese bronnen dat schatting werd ontvangen uit een rijk in hetzelfde gebied, dat dan Chenla genoemd wordt. De Chinese bronnen zijn echter niet geheel te vertrouwen: schatplichtige staten worden vaak machtiger afgeschilderd dan in werkelijkheid het geval was. Chenla was waarschijnlijk geen enkele staat, maar een verzameling onafhankelijke rijkjes. De concentratie van alle macht onder één heerser ontstond pas aan het begin van de Angkor-periode.

### Vroege Angkor-periode (Negende en tiende eeuw)
De eerste Khmer-koningen hebben geen eigen inscripties achtergelaten, maar worden uitvoerig genoemd in latere teksten. Het jaartal 802 wordt in de elfde-eeuwse Sdok Kak Thom-inscriptie genoemd als het jaar waarin koning Jayavarman II een ritueel onderging in zijn nieuwe hoofdstad Mahendraparvata op de berg Phnom Kulèn waardoor hij een cakravartin (universeel heerser) en devaraja (God-koning) werd. In de devaraja-cultus wordt aangenomen dat de monarch de incarnatie van een bepaalde godheid is, en dat na de dood hun ziel met die godheid wordt verenigd, en dus als zodanig vereerd wordt in een tempel, opgedragen aan de overleden ziel van de monarch. Van Mahendraparvata is inmiddels niets meer over, maar zogenaamd Lidar-onderzoek heeft de fundamenten van deze stad aan het licht gebracht.
Jayavarman II zorgde er volgens de inscripties bovendien voor dat het rijk van de Khmer de overheersing van de Javanen afschudde. Voor zijn aantreden had Jayavarman enige tijd in Java doorgebracht toen daar de Shailendra-dynastie heerste. In 802 werd hij naar Indrapura gestuurd om daar als gouverneur te regeren over het deel van het rijk van Shrivijaya dat op het vasteland van Zuidoost-Azië lag. Maar Jayavarman II maakte zich vrij van de Shailendra's en vormde het gebied van de Khmers om tot een zelfstandig koninkrijk. Hoewel onduidelijk is wat het ritueel waarin hij devaraja werd precies inhield, betekende het wel dat Jayavarmans opvolgers hem duidelijk zagen als de stichter van hun rijk, waardoor hij zelf ook object van voorouderverering werd. Het is mogelijk dat de latere inscripties zijn belang hebben overdreven.

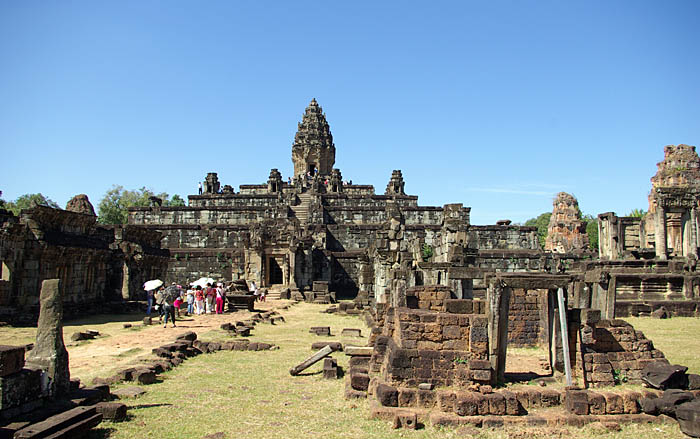
De Bakong, de tempelberg die Indravarman I in Hariharalaya liet bouwen.

Later verplaatste Jayavarman II zijn hoofdstad, die toen de naam Hariharalaya kreeg, ongeveer veertig kilometer naar het zuiden, naar de omgeving van het tegenwoordige Roluos. Door een combinatie van militaire campagnes, bondgenootschappen en politieke huwelijken wist hij zijn macht uit te breiden over een gebied dat ongeveer overeenkwam met het huidige Cambodja en delen van het noordoosten van Thailand. Belangrijk is daarbij dat in dit gebied de uit de Indiase kronieken overgenomen notie van de universele heerser aansloeg. Dit is deels verklaring voor het feit dat Jayavarmans opvolgers in staat waren het rijk bijeen te houden en uit te breiden. Na de dood van zijn zoon Jayavarman III in 877 kwam de usurpator Indravarman I aan de macht, waarschijnlijk na enkele rivalen in de strijd te hebben verslagen. Indravarman was een belangrijke koning, omdat hij in Hariharalaya bouwwerken van formaat achterliet, zoals de aan zijn voorouders en Shiva gewijde tempel Preah Koh en de tempelberg Bakong, die als zijn mausoleum diende en aan de koning zelf gewijd was.
Het was de zoon en opvolger van Indravarman, Yashovarman (regeerde 889 tot rond 910), die de hoofdstad 15 km naar het westen verplaatste. De koning verleende de nieuwe stad, Yashodharapura, zijn naam. Ook Yashovarman was een verwoed bouwer. Hij liet door zijn hele rijk kloosters oprichten voor religieuze sekten van diverse pluimage. Zijn tempel-berg is Phnom Bakheng, niet ver van Angkor Wat. Na zijn dood volgden een aantal kort regerende (en wellicht rivaliserende) machthebbers elkaar op. Een daarvan vestigde zich in Koh Ker, ongeveer 100 km ten noordoosten van Angkor. In 928 riep deze koning, Jayavarman IV, zichzelf uit tot devaraja. In Koh Ker lieten hij en zijn directe opvolgers diverse tempels en waterreservoirs aanleggen. Jayavarman IV's tempel-berg, Prasat Thom, is vermeldenswaardig omdat het de hoogste structuur uit de Angkor-periode is. Een van zijn opvolgers, Rajendravarman II (regeerde 944 - 968), keerde terug naar Yashodharapura. Hoewel hij een shivaïet (aanbidder van Shiva) was, toonde hij grote interesse in het boeddhisme en sponsorde hij boeddhistische kloosters. Hetzelfde gold voor zijn zoon Jayavarman V (968 - 1001). Hoewel geen van beide grootschalige bouwwerken lieten oprichten, geldt het tweede deel van de tiende eeuw als een bloeiperiode, waarin de door het boeddhisme bevorderde tolerante religieuze houding van de koning opvalt.

### Hoogtepunt (Elfde en twaalfde eeuw)

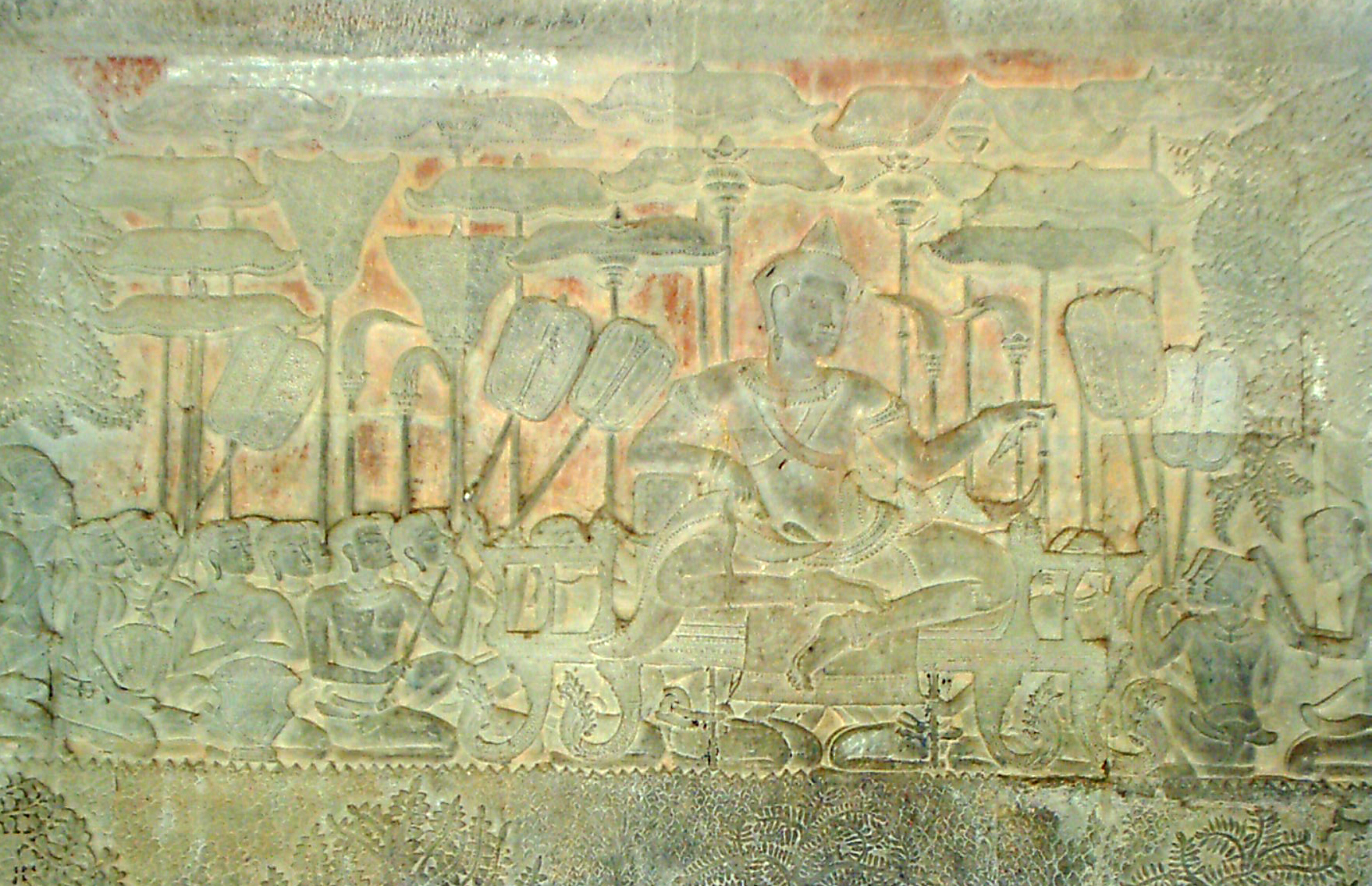
Koning Suryavarman II op een bas-reliëf in Angkor Wat.

Het begin van de elfde eeuw, onder koning Suryavarman I (regeerde 1006 - ±1049), was een periode van ingrijpende bestuurlijke en maatschappelijke maatregelen. Suryavarman was oorspronkelijk een hoofdman in het noordoosten van het rijk, die zijn macht door een combinatie van militaire conflicten en diplomatie langzaam uitbreidde. In 1002 stootte hij de koning van Angkor van de troon. Dit was niet het einde van zijn militaire carrière, want hij veroverde daarna het rijk Louvo in het tegenwoordige midden van Thailand. Desondanks was Suryavarman vooral belangrijk vanwege zijn bestuurlijke talent. Hij wist de bestuurlijke, religieuze en agrarische organisatie van het rijk te vergroten naar een niet eerder bereikt niveau. Als gevolg vond grootschalige verstedelijking plaats. Met de groei van de stedelijke elite steeg ook de vraag naar voedsel en handelswaren in de steden. Om de voedselproductie te vergroten liet Suryavarman grootschalige irrigatiewerken aanleggen en gebood hij de boeren om het hele jaar door te werken om meerdere oogsten per jaar mogelijk te maken. De verstedelijking leidde ondertussen tot een opbloei van de lokale en overzeese handel.

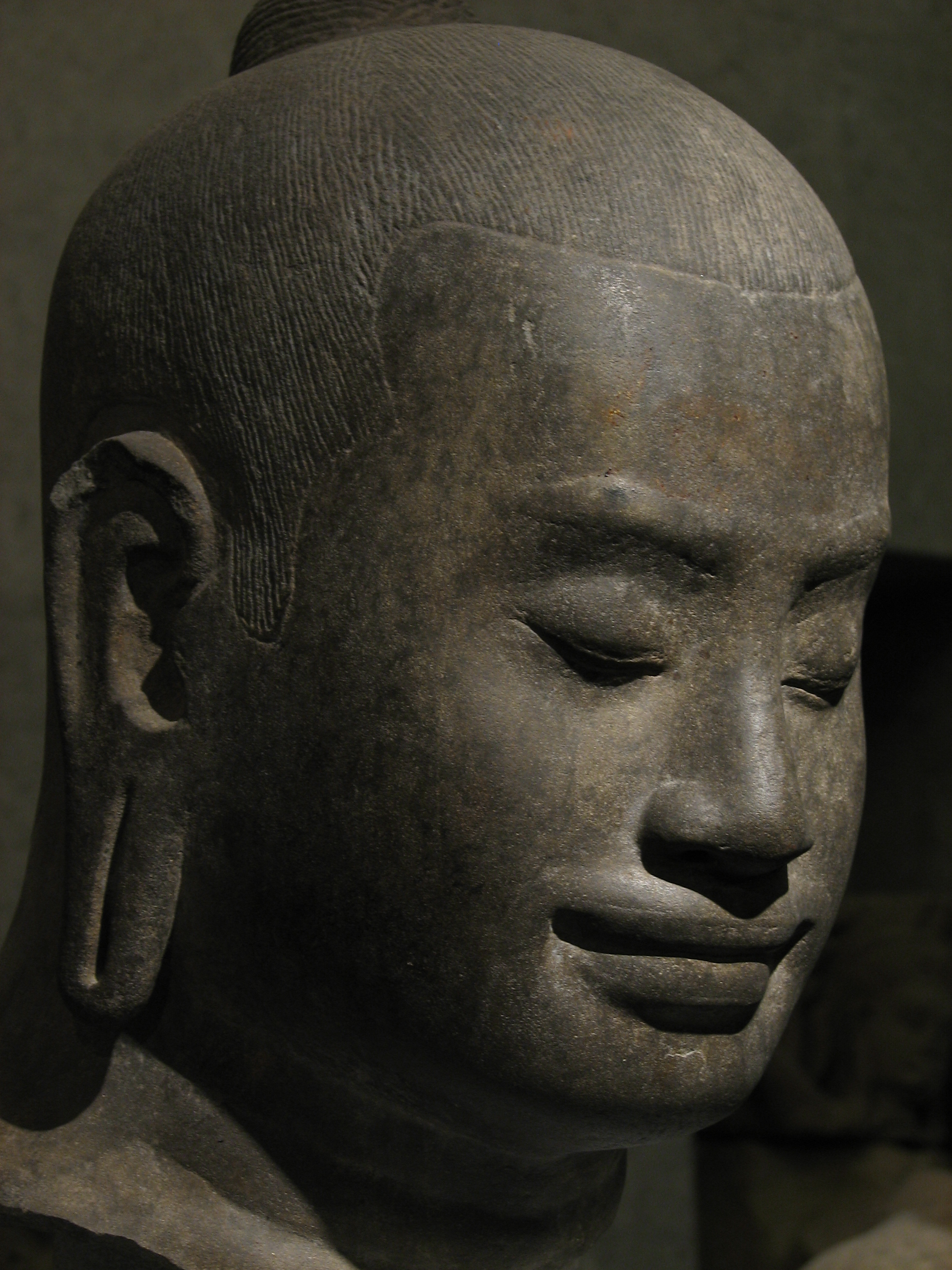
Buste van Jayavarman VII, Musée Guimet (Parijs), afkomstig uit het Bayon.

Suryavarmans opvolger, Utyadityavarman II (regeerde ±1050 - ±1066), liet de tempel-berg Bapuon bouwen vlak bij het koninklijk paleis in Angkor. Na zijn dood volgde een roerige periode waarin meerdere pretendenten elkaar de troon betwistten. Aan het einde van de elfde eeuw kwam een nieuwe dynastie aan de macht. De twee belangrijkste koningen van deze dynastie waren Suryavarman II (regeerde 1113 - ±1150) en Jayavarman VII (regeerde 1182 - ±1200). Suryavarman II was de eerste koning die weer over een onverdeeld rijk heerste. Hij wist het centrale gezag te versterken met vergelijkbare maatregels als zijn voorganger en naamgenoot een eeuw eerder. Suryavarman II voerde oorlog met de Dai Viet en Champa in het oosten en stuurde afgezanten naar het hof van de Chinese (Song-) keizer. Hij is echter het bekendst als bouwer van Angkor Wat, een tempel die ongebruikelijk genoeg niet aan Shiva maar aan Vishnu gewijd was, Suryavarman II's persoonlijke god. Mogelijk kwam Suryavarman II om tijdens een veldtocht tegen Champa, ergens tussen 1145 en 1150.
Er volgde een periode waarover minder bekend is. Rond 1150 sloeg koning Yashovarman II een opstand neer in het noordwesten. Van deze koning is bekend dat hij werd vermoord door een vazal, die vervolgens de macht niet lang in handen hield. In 1177 wisten de Champa's bij verrassing Yashodharapura in te nemen en te plunderen, door de stad over water aan te vallen. Ze werden in het daaropvolgende jaar verdreven door een prins van Angkor, die zich in 1182 als Jayavarman VII tot devaraja liet kronen. Jayavarman VII wist als geen van zijn voorgangers zijn ideeën en persoonlijkheid op het Khmer-rijk te drukken. Hij was de eerste Khmer-koning die boeddhist was (mahayana) en gaf daarom een andere invulling aan het koningschap dan zijn voorouders, hetgeen voor die tijd revolutionair was. Daarnaast was Jayavarman VII een groot bouwer en militair. Hij liet rond Angkor een slotgracht en stadsmuur aanleggen (Angkor Thom) om een herhaling van de plundering te voorkomen. In een serie campagnes onderwierp hij de Champa's, zodat zijn rijk niet alleen het huidige Cambodia en grote delen van Thailand en Laos besloeg, maar ook het zuiden van Vietnam. In Angkor liet Jayavarman VII een groot aantal tempels bouwen, waaronder Ta Prohm, Preah Khan en het bizarre Bayon.

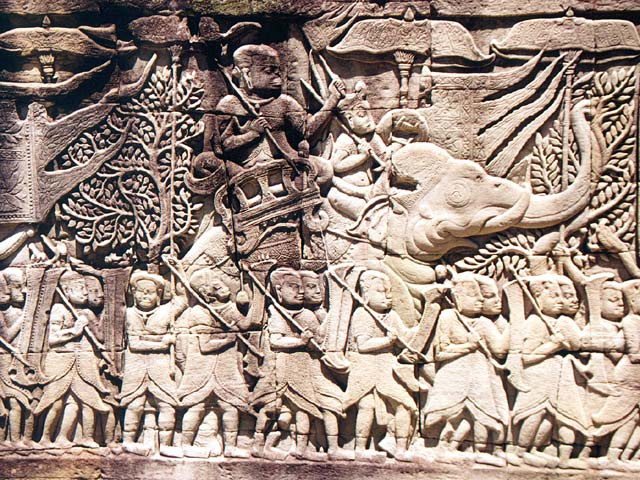
Reliëf op de tempel Bayon, die de veldtocht van Jayavarman VII tegen de Champa's verbeeldt.

### Latere periode en neergang (Dertiende en veertiende eeuw)
De 13e eeuw was voor heel Azië een turbulente periode. De Mongolen vielen China binnen, terwijl Centraal-Aziatische, islamitische legers het noorden van India veroverden, waarbij ze de laatste restanten van het mahayana-boeddhisme in India vernietigden. De verdwijning van het boeddhisme uit India betekende dat Sri Lanka een belangrijkere religieuze rol kon gaan spelen. De belangrijkste verandering in het Khmer-rijk gedurende de 13e eeuw was de bekering van de meerderheid van de bevolking tot het theravada-boeddhisme. Of deze bekering ten dele aan Jayavarman VII kan worden toegeschreven, is onzeker. De bekering stond echter niet op zich: in dezelfde periode werden volkeren over het hele noorden van Zuidoost-Azië tot het theravada-boeddhisme bekeerd. De Mons en Thais bekeerden zich iets eerder dan de Khmers. De bekering van de Khmers geschiedde door een combinatie van Sri Lankaanse, Thaise en Monse monniken.
Over de politieke gebeurtenissen aan het einde van de regering van Jayavarman VII en gedurende de regering van zijn opvolger Indravarman II (±1200 - 1270) is weinig bekend. Indravarman II was net als Jayavarman VII een boeddhist, maar van de op hem volgende koning, Jayavarman VIII (1270 - 1296), wordt verondersteld dat hij hindoe was. Gedurende deze periode werden boeddhistische beelden en reliëfs systematisch uit de tempels van zijn voorgangers weg gebeiteld. De volgende koning, Indravarman III (1296 - 1308), was echter weer een boeddhist, die via een mogelijk religieus gemotiveerde staatsgreep aan de macht kwam. Het was gedurende Indravarman III's regering dat Zhou Daguan Angkor bezocht. Hoewel de politieke gebeurtenissen suggereren dat de bekering tot het boeddhisme niet geheel zonder spanningen verliep, meldde Zhou de aanwezigheid van diverse hindoeïstische sekten in Angkor, tot aan het hof zelf. Over het algemeen lijkt de religieuze omschakeling geleidelijk en vreedzaam te zijn verlopen. Aspecten uit de iconografie van het hindoeïsme en legenden als de Ramayana werden aangepast, opgenomen en versmolten met de boeddhistische leer.
Uit de 14e eeuw, de periode waarin historici het einde van het Khmer-rijk plaatsen, zijn vrijwel geen inheemse bronnen bewaard gebleven. De belangrijkste kenmerken van de Angkor-periode verdwenen: de koningen van de Khmers waren geen hindoes meer, ze bouwden geen stenen tempels, ze lieten geen inscripties meer na en de grootschalige irrigatiewerken die de trek van de bevolking naar de steden mogelijk gemaakt hadden, raakten in onbruik. Wellicht speelden epidemieën van malaria, een ziekte die rond deze tijd in Zuidoost-Azië arriveerde, ook een rol bij de ontstedelijking. Op het eind van de 14e en begin van de 15e eeuw werd Zuidoost-Azië bovendien getroffen door een bijzonder intensieve droogteperiode, met minder frequente en minder intensieve moessonregens. Deze klimaatsverandering had mogelijk een vernietigend effect op de Khmer-beschaving en de infrastructuur rond Ankhor, met zijn uitgebreide netwerk van irrigatiekanalen.
In dezelfde periode (in China de tijd van de Mongoolse Yuan-dynastie en de vroege Ming) nam de Chinese handel met Zuidoost-Azië toe. In het Khmer-rijk verschoof het zwaartepunt in de economie van de landbouw rondom Angkor naar de handelaren aan de kust in het zuiden. Tegelijkertijd verloren de Khmer-heersers geleidelijk hun macht over de Thais in het westen, die het koninkrijk Ayutthaya stichtten en een militaire bedreiging voor Angkor gingen vormen. Gedurende de 15e eeuw vielen de Thais het Khmer-rijk meerdere keren binnen. De belangrijkste invasie lijkt in 1431 te hebben plaatsgevonden, het jaartal dat traditioneel als einde van de Angkor-periode wordt beschouwd. Delen van de bevolking werden gedwongen naar Thailand te verhuizen, waar ze als boeren te werk werden gesteld. Er was ook sterke culturele en religieuze uitwisseling tussen de Khmers en Thais, maar deze geschiedde in twee richtingen. Bovendien was de politieke macht van de Khmers over hun buren definitief voorbij.
Ergens tussen 1400 en 1433 besloot koning Bañā Yāt de hoofdstad naar het oosten van het land te verplaatsen, naar Srei Santhor, een stad aan de Mekong ten zuidoosten van het Tonle Sap-meer. Toch bleef Angkor voor de Khmers ook daarna nog een tijd lang het centrum van hun beschaving. In 1526 maakte koning Ang Chan Longvek, dat zuidwestelijk van Srei Santhor lag, maar aan de Tonle Sap-rivier, tot de nieuwe hoofdstad. In 1620 kreeg Oudong, dat 7 km ten zuiden van Longvek lag, die status. En in de 19e eeuw werd de hoofdstad nog iets verder naar het zuidoosten verhuisd, naar Phnom Penh, dat ligt bij de plek waar de Tonle Sap-rivier in de Mekong stroomt.
Hoewel de Khmer nog steeds geregeerd werden door een koning, waren het hindoeïsme, de sterke priesterklasse en bureaucratie die het Khmer-rijk hadden gekenmerkt in de 15e eeuw verdwenen. De grote meerderheid van de bevolking was inmiddels, zoals eerder gemeld, geleidelijk aan overgegaan tot het theravada-boeddhisme.

## Maatschappij
Over de bevolking van het Khmer-rijk is relatief weinig bekend, omdat de inscripties vooral de daden van koningen en de organisatie van religieuze ordes in tempels beschrijven. De huidige kennis is met name afkomstig uit het verslag van Zhou Daguan en de reliëfs in de tempel Bayon. Ook over de organisatie van de maatschappij en de wijze waarop de koning zijn onderdanen bestuurde is weinig bekend.

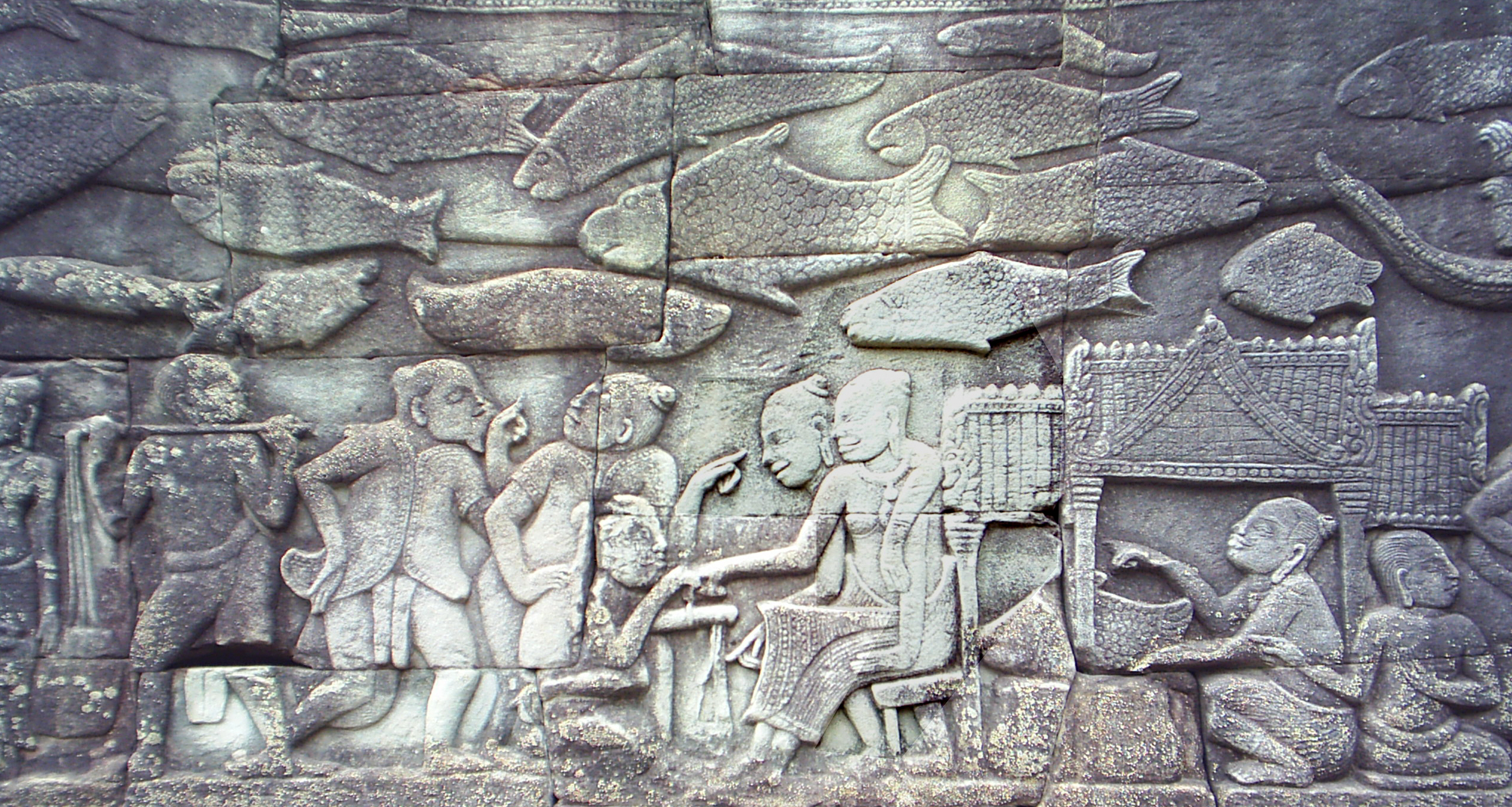
Marktscène op een bas-reliëf in de tempel Bayon.

### Koningschap en bestuur
Aan de top van de hiërarchie stond de koning. Hoewel er uit eerdere tijden enkele namen van vrouwelijke heersers bekend zijn, hebben zover bekend in de Angkor-periode geen koninginnen geregeerd. De gemaal van de koning had in bepaalde gevallen wel een belangrijke maatschappelijke rol. De vrouw van Jayavarman VII bijvoorbeeld liet ziekenhuizen bouwen en sponsorde religieuze instanties.
Hoewel de koning de titel "devaraja" kreeg lijkt er geen sprake te zijn geweest van een cultus (aanbidding) van de vorst zelf. De band tussen de koning en diens persoonlijke god was desalniettemin zeer belangrijk. Meestal was de persoonlijke god Shiva, een enkele keer Vishnu. De koning gold als personificatie van de god op aarde: zijn rol in rituelen, inscripties, en de bouw van tempels bevestigden zijn goddelijke grandeur. Zijn onderdanen geloofden dat de koning door middel van zijn band met de god in staat was goddelijke interventie af te roepen. Hij kon zijn bevolking zodoende behoeden voor ziektes, misoogsten en rampspoed. Hierin speelt ook een rol dat de koning uiteindelijk verantwoordelijk was voor een goed waterbeheer ten behoeve van de verbouw van de rijst en daarmee ook voor de vruchtbaarheid van het land en voor een goede voedselvoorziening. De notie dat de koning verantwoording aan zijn onderdanen schuldig was bestond in Angkor niet. 
Ook verschilde het concept van absoluut koningschap met dat in gelijktijdig India: in India was de koning een kshatriya (lid van de kaste van bestuurders en krijgers), ondergeschikt aan de priesters (brahmanen) en naar de bevolking toe tegelijkertijd meester en dienaar. De rol als medium van een godheid die de koning van Angkor had lijkt uniek te zijn geweest voor Zuidoost-Azië; in India was dit de rol van een machtige priesterklasse.
Met de regering van Jayavarman VII, de eerste boeddhistische koning, veranderde de situatie. Jayavarman was niet langer de vertegenwoordiger van een god, maar gebruikte het koningschap als instrument om goede daden te verrichten en zichzelf en zijn onderdanen, in boeddhistische ogen, daarmee dichter bij verlichting te brengen. De bevolking was deel van het streven naar verlichting. Het streven het lijden van zijn onderdanen te verlichten was echter metafysisch bedoeld: het wilde niet zeggen dat Jayavarman bijvoorbeeld de slavernij afschafte. Opvallend is ook dat Jayavarman en zijn boeddhistische opvolgers de macht van de brahmanen niet inperkten.
In tegenstelling tot China en Vietnam, waar het bestuur georganiseerd was volgens een duidelijke, confuciaanse hiërarchische piramide met de vorst aan de top, stond in andere voor-koloniale rijken van Zuidoost-Azië de manier waarop heersers hun gezag over hun onderdanen uitoefenden veel minder duidelijk vast. Rijken als Angkor hadden in tegenstelling tot China ook niet de neiging een duidelijke grens vast te stellen. De macht die de heerser van Angkor uitoefende was aan de randen van zijn rijk veel minder direct dan in het centrum. De buitengrenzen van het rijk waren diffuus en stonden bloot aan voortdurende verandering. Voor de koning van Angkor, die zijn macht niet uit de omvang van zijn rijk maar uit het aantal onderdanen en mankracht afleidde, was de precieze grens van zijn rijk echter geen belangrijk gegeven.
De macht van de Khmers over de buitengebieden van hun rijk (in hedendaags Laos, Vietnam of Thailand) kwam voort uit de bereidheid van lokale heersers zichzelf ondergeschikt te verklaren aan de devaraja. Het Khmer-rijk stortte dan ook in nadat de Thaise heersers van Sukothai en Ayuthaya zich onafhankelijk gingen gedragen en uiteindelijk een militaire bedreiging werden voor Angkor zelf.

### Bevolking
Onder de koning stond een aanzienlijke klasse van bestuurders en beambten. Hun rol kon zowel bestuurlijk als religieus zijn; in feite overlapten de twee elkaar. Normaal gesproken waren dergelijke functies erfelijk: ze bleven in handen van machtige families. Met name tijdens de regering van zwakkere koningen waren het dergelijke families die de werkelijke macht in handen hadden. Van Suryavarman I is bekend dat hij bij zijn troonsbestijging 4000 beambten een eed van trouw liet afleggen. Of een dergelijke eed gebruikelijk was is onduidelijk, maar het feit dat deze vorst vervolgens bepaalde families land en privileges ontnam laat zien dat hij beducht was voor bedreigingen van zijn macht uit deze hoek. Gedurende sommige perioden waren dergelijke beambten machtig genoeg om zelf tempels te laten bouwen en inscripties na te laten. De tempel Banteay Srei werd bijvoorbeeld opgericht door een beambte die zichzelf als "goeroe" van koning Jayavarman V beschreef.
Er zijn geen ruïnes bewaard gebleven van de woningen van het volk. Dat is logisch, want volgens Zhou Daguan leefde de bevolking van Angkor in bamboehutten, die op palen stonden zodat men binnen geen last had van de jaarlijkse overstromingen. Vergelijkbare huizen zijn tegenwoordig ook nog veel te vinden op het Cambodjaanse platteland. Het bouwen in steen was voorbehouden aan heilige structuren zoals tempels en kloosters. Steen werd ook gebruikt in waterreservoirs en sommige paleizen.
Volgens Zhou Daguan was een aanzienlijk gedeelte van de bevolking slaaf. Deze slaven waren meestal gevangengenomen in de berggebieden aan de randen van het rijk en naar de steden gevoerd, waar ze langzaam in de Khmer-samenleving werden opgenomen. Slaven hadden minder rechten: zo werden huwelijken tussen slaven volgens Zhou niet erkend. Het begrip slaaf is in de context van Angkor echter raadselachtig, en waarschijnlijk niet vergelijkbaar met de slaven in westerse beschavingen. Zo blijkt uit inscripties dat bepaalde slaven zelf slaven in bezit hadden, en dat andere slaven huwden met leden van de koninklijke familie. Tegelijkertijd worden vrije personen soms behandeld als bezit. Wat precies onder een slaaf verstaan werd in Angkor is daarom niet goed duidelijk.

### Religie
Uit India waren brahmanisme, vaishnavisme, shaivisme en mahayana-boeddhisme overgekomen naar Zuidoost-Azië. Tot de 13e eeuw was de belangrijkste cultus in Angkor die van de god waarmee de koning zich verbond. Dit was meestal Shiva, maar in een aantal uitzonderingen Vishnu. Mogelijk had Shiva zijn populariteit in de voornamelijk op de landbouw gerichte beschavingen van Zuidoost-Azië te danken uit het feit dat hij met de aarde in verband gebracht werd, en daarom met voorouderlijke geesten. Samen met zijn gemaal Uma zorgde Shiva (en de koning, die als zijn sterfelijke evenbeeld gold) voor de vruchtbaarheid van de aarde en regenval. Daarnaast hield hij de vooroudergeesten tevreden.
De koning bevestigde zijn speciale band met de goden door zijn bouwprogramma. Tempels en waterreservoirs stonden vaak symbool voor bergen, heiligdommen en waterlichamen uit heiligde teksten. Ook sponsorde de koning religieuze orden en hermitages. Opvallend is dat veel koningen, ongeacht met welke god ze zich verbonden, zowel verblijven voor brahmanen en hindoeïstische asceten toegewijd aan Vishnu of Shiva sponsorden als voor boeddhistische monniken.
De bevolking bleef ondertussen echter veel oorspronkelijke animistische gebruiken van voor de Indiase invloed volgen. Veel van deze gebruiken komen ook tegenwoordig nog in het gebied voor.
Aanvankelijk werd in Angkor het mahayana-boeddhisme aangehangen. Het theravada-boeddhisme deed pas een eeuw later haar intrede. De theravada-stroming staat dichter bij de oorspronkelijke leer van de Boeddha en legt minder de nadruk op rituelen en doctrine dan het mahayana-boeddhisme, waarin de bodhisattva een centrale functie heeft. De relatieve eenvoud van het theravada-boeddhisme, vergeleken met brahmanisme en mahayana-boeddhisme, heeft mogelijk bijgedragen aan de achteruitgang van het door religieuze rituelen omgeven absolute koningschap zoals dit in Angkor gebruikelijk was.